# South Texada Island Provincial Park
Der South Texada Island Provincial Park ist ein 900 Hektar großer Provincial Park in der kanadischen Provinz British Columbia. Der Park liegt im südwestlichen Teil von Texada Island, im qathet Regional District.

## Anlage
Der Park liegt am südwestlichen Ende der Insel am Ufer des Sabine Channel, einer Meerenge der Straße von Georgia. Der Park hat in Ost-West-Ausdehnung eine Breite zwischen einigen hundert Metern und über 2 km, sowie in Nord-Süd-Richtung eine Länge von rund 7,5 km. Im Nordöstlichen Bereich des Parks befindet sich der „Mount Shepherd“. Er ist mit einer Höhe von 887 m nicht nur der höchste Punkt des Parks, sondern auch der gesamten Insel. In diesen Bereich findet sich mit dem „Cathedral Lake“ auch der einzige größere See des Parks. Bei dem Park handelt es sich um ein Schutzgebiet der Kategorie II (Nationalpark).
Am südöstlichen Ende der Insel, am Ufer der Malaspina-Straße, liegt der Anderson Bay Provincial Park. Dem South Texada Island Provincial Park gegenüber auf Jedediah Island, welches ebenfalls zu den nördlichen Gulf Islands gehört, liegt der Jedediah Island Marine Provincial Park.

## Geschichte
Wie bei fast allen Provincial Parks in British Columbia gilt auch für diesen, dass er lange bevor die Gegend von europäischen Einwanderern besiedelt oder sie Teil eines Parks wurde, Jagd- und Fischereigebiet verschiedener Gruppen der Küsten-Salish, hier besonders der Sliammon, war. Der Provincial Park wurde am 23. Juli 1997 eingerichtet.

## Flora und Fauna
Innerhalb des Ökosystems von British Columbia wird das Parkgebiet der Coastal Western Hemlock Zone und der Coastal Douglas Fir Zone zugeordnet. Diese biogeoklimatische Zonen zeichnen sich durch das gleiche Klima und gleiche oder ähnliche biologische sowie geologische Voraussetzungen aus. Daraus resultiert in den jeweiligen Zonen dann ein sehr ähnlicher Bestand an Pflanzen und Tieren.
Nach ehemaliger forstwirtschaftlicher Nutzung findet sich hier nur noch ein Sekundärwald. Weiterhin findet sich im Park das bedrohte Zwerg-Gauchheil.

## Aktivitäten
Der Park ist ein sogenannter „Day-Use Park“ und bietet keine Stellplätze für Wohnmobile und Zelte oder eine andere sonstige touristische Infrastruktur.